# Kraljevi dvori u Vrbanju
Kraljevi dvori, sklop kuća u Vrbanju, zaštićeno kulturno dobro.

## Opis dobra
Kraljevi dvori nalaze se u selu Vrbanju. Niz urušenih prizemnica položenih okomito na slojnice terena ulaznim je pročeljima okrenuto jugu. U središtu je kuća koja se smatra rodnom kućom Matija Ivanića, vođe pučkog ustanka na Hvaru u 16. stoljeću. Građena je od priklesanog kamena neujednačene veličine, sastojala se od prizemlja i potkrovlja. Urušeno dvostrešno drveno krovište bilo je pokriveno kamenom pločom. Ulaz u prizemlje je lučni, izveden od radijalno postavljenih kamenih segmenata. Iznad ulaza je 1974. godine postavljena spomen-ploča. Kraljevi dvori jedna su od najstarijih kuća u Vrbanju, a kako se vezuju uz Matija Ivanića iznimno su važan topos u povijesti Hvara.

## Zaštita
Pod oznakom Z-5013 zavedena je kao nepokretno kulturno dobro - pojedinačno, pravna statusa zaštićena kulturnog dobra, klasificirano kao "profana graditeljska baština".